# Hauszeichen am Gebäude Alter Markt 12, 13

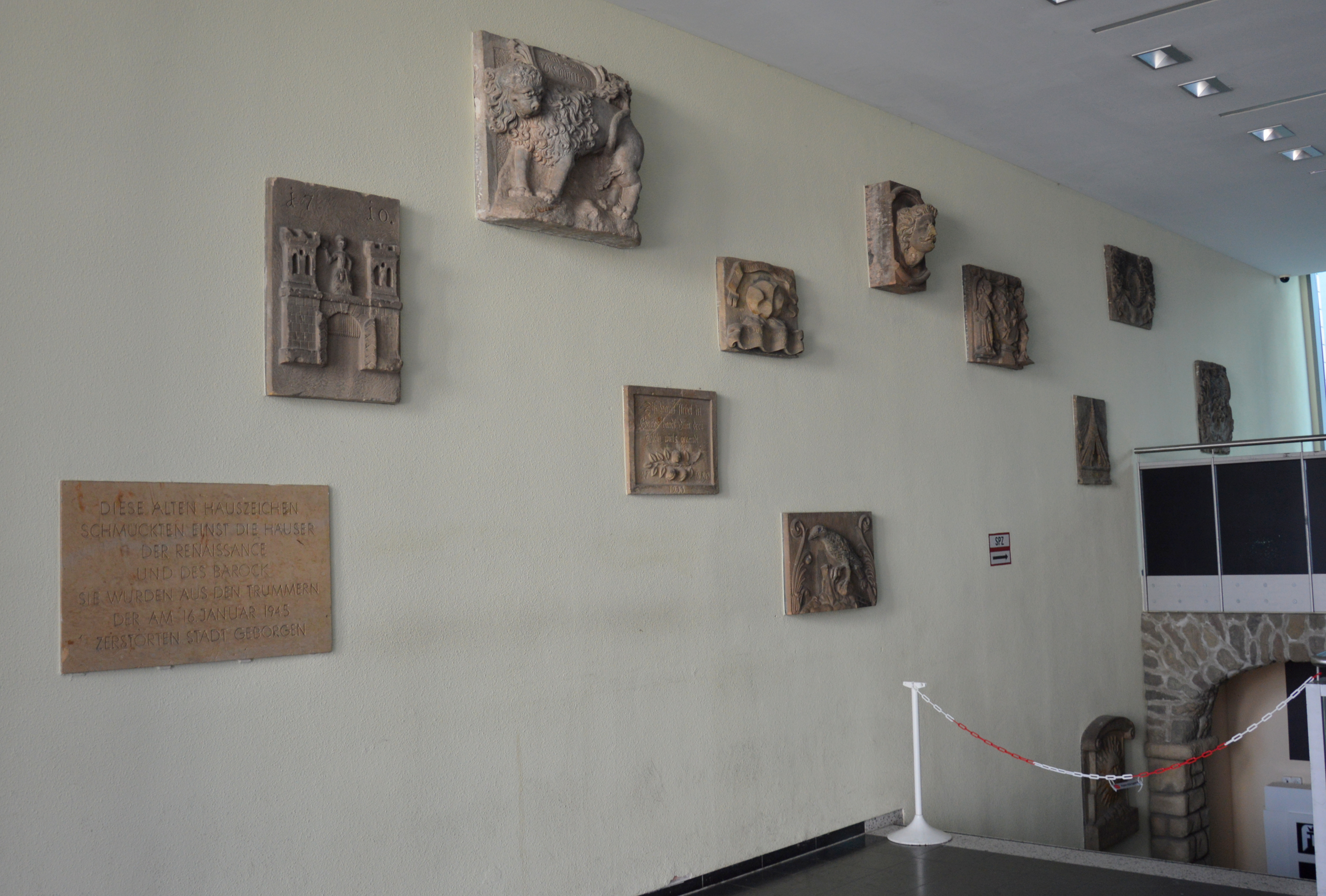
Hauszeichen, 2015

Die Hauszeichen am Gebäude Alter Markt 12, 13 sind denkmalgeschützte Hauszeichen in Magdeburg in Sachsen-Anhalt.

## Lage
Die historischen Hauszeichen befinden sich in einem Durchgang des Hauses Alter Markt 12, 13 vom Alten Markt zur westlich gelegenen Schwertfegergasse, unmittelbar am Abgang zum Kellergewölbe Buttergasse.

## Anlage und Geschichte
Bei den 14 Hauszeichen und einem Stadtwappen handelt es sich um die erhalten gebliebenen Hauszeichen ehemals in der Magdeburger Altstadt stehender Gebäude, die im 19. Jahrhundert abgerissen und auf dem Hof des Kulturhistorischen Museum gelagert oder im Zweiten Weltkrieg zerstört und aus den Trümmern geborgen worden waren. Bei einigen der Hauszeichen handelt es sich jedoch um Kopien. Die Hauszeichen stammen aus der Zeit nach der Zerstörung der Stadt im Jahr 1631 und gelten als letzte Zeugnisse der ursprünglichen prachtvollen barocken Bebauung der Magdeburger Altstadt. Im örtlichen Denkmalverzeichnis sind die Hauszeichen und das Stadtwappen unter der Erfassungsnummer 094 06418 als Baudenkmal verzeichnet.

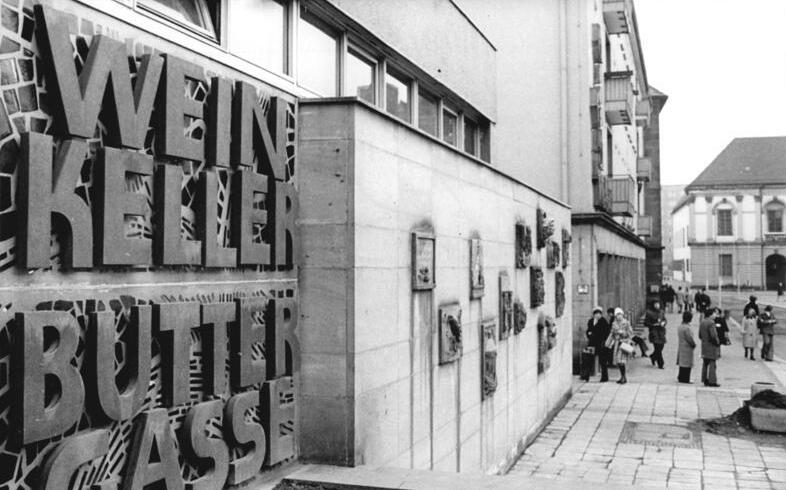
Hauszeichenwand 1976

Durch die starke Zerstörung der Magdeburger Altstadt und des dann erfolgenden, sich jedoch nicht an die gewachsene Struktur haltenden Wiederaufbaus der Stadt, waren die ursprünglichen Standorte der Hauszeichen nicht mehr vorhanden. Architekten, Denkmalpfleger und der Bildhauer Eberhard Roßdeutscher fassten daher den Plan die geretteten Stücke in einer Hauszeichenwand zu integrieren. Die Wand wurde dann im Freien am nördlichen Rand des Alten Markts, nördlich des Eulenspiegelbrunnens errichtet. Sie umfasste bereits die 14 Hauszeichen und diente als verbindendes Element zwischen dem Eingang von Magdeburg Information und dem Weinkeller Buttergasse. Die Wand wurde am 8. Mai 1969 fertiggestellt.
Nach der politischen Wende des Jahres 1989 erfolgte dann jedoch eine Neugestaltung des Areals. Es entstand eine Sparkassenfiliale sowie eine Markthalle. Die Hauszeichenwand wurde entfernt und die Hauszeichen dann an ihren jetzigen Standort, in eine neue Wand in das Treppenhaus, versetzt. Hinzu kam ein weiteres Hauszeichen, welches bis dahin bei der Paul Schuster GmbH eingelagert war. Die Arbeiten zur Erstellung der neuen Wand waren im Mai 2001 beendet.
Die Stücke sind unregelmäßig an der Südwand des Durchgangs angeordnet. Auf der linken Seite befindet sich eine Steinplatte, auf der die Bedeutung des Ensembles erläutert wird. Die Tafel ist mit dem Text beschriftet:

## Hauszeichen
Im Einzelnen befinden sich dort folgende Hauszeichen:
| Nummer | Gebäudename          | Ursprüngliche Adresse  | Inschrift                                                                                                 | Bemerkungen | Bild                            |
| ------ | -------------------- | ---------------------- | --- | --- | ------------------------------- |
| 1      | Zu den drei Äpfeln   | Breiter Weg 116        | Diß Hauß stehet in Gottes Handt/Zum dreij äpfeln wirts genandt 1627, 1883, 1933                           | | Hauszeichen Zu den drei Äpfeln  |
| 2      | Zu den zwei Tauben   | Knochenhauerufer 36    | Zum zweien Tauben F.G.W.d1778                                                                             | von Eberhard Roßdeutscher restauriert |                                 |
| 3      | Zum goldenen Stein   | Schrotdorfer Straße 20 | Diß Hauß Beschützet Gottes Handt und wird Zum Güldenen Stein genandt 1593, 1826, P.G.Friederich Lindemann | | Hauszeichen Zum goldenen Stein  |
| 4      | Zum Blauen Löwen     | Jakobstraße 33         | Zum Blauen Löwen 1691                                                                                     | | Hauszeichen Zum blauen Löwen    |
| 5      | Zu den drei Sternen  | Breiter Weg 109        | Zum blauen Sternen                                                                                        | Kopie, durch Verwechslung mit dem Haus Zum blauen Stern (Breiter Weg 170) falsche Inschrift auf der Kopie: Zum blauen Sternen, richtige Inschrift wäre: Zu den drei Sternen                                                                                                | Hauszeichen Zu den drei Sternen |
| 6      | Zum goldenen Zelt    | Schmiedehofstraße 8    | Zum guldenen Gezelt 1765                                                                                  | | Hauszeichen Zum goldenen Zelt   |
| 7      | Zur grünen Tanne     | Knochenhauerufer 78    | Zur grünen Danne                                                                                          | | Hauszeichen Zur grünen Tanne    |
| 8      | Zum grünen Kranz     | Große Junkerstraße 19  | Zum grünen Kranß 1704 Heinrich Nitze                                                                      | | Hauszeichen Zum grünen Krantz   |
| 9      | Zur goldenen Sonne   | Stephansbrücke 25      | Diß Hauß stehet in Gottes Handt. Zur güldenen Sonn wird es genant. 1697 Johann Schmidt                    | von Eberhard Roßdeutscher geschaffene Kopie, | Hauszeichen Zur goldenen Sonne  |
| 10     | Zum goldenen Einhorn | Schrotdorfer Straße 14 | Zum güldenen Einhorn 1677                                                                                 | |                                 |
| 11     | Zum Marientempel     | Breiter Weg 58         | Zum Marien Tempel 1751                                                                                    | Bis 1944/1945 befand sich der Stein am benachbarten Gebäude Zur güldenen Rose (Breiter Weg 57). Andere Angaben geben eine bereits vorherige Einlagerung im Kaiser-Friedrich-Museum an. Der Stein zeigt eine Abbildung der Französisch-Reformierten Kirche in Schwedt/Oder. |                                 |
| 12     | Zum schwarzen Raben  | Knochenhauerufer 34    | - | | Hauszeichen Zum schwarzen Raben |
| 13     | Neidkopf             | Breiter Weg 138        | - | |                                 |
| 14     | Zum goldenen Kopf    | Katharinenstraße 5     | - | | Hauszeichen Zum goldenen Kopf   |
| 15     | Wappenstein          | Heiligegeiststraße 12  | 1710 | Auf das Jahr 1710 datierter Wappenstein. Er befand sich bis ins 19. Jahrhundert an einer Hofmauer des Hauses Heiligegeiststraße 12 und markierte die Grenze zwischen der Altstadt und der Domfreiheit.                                                                     |                                 |